# Coatesville (Pensylwania)
Coatesville – miasto w Stanach Zjednoczonych, w stanie Pensylwania, w hrabstwie Chester.